# Georg Demski

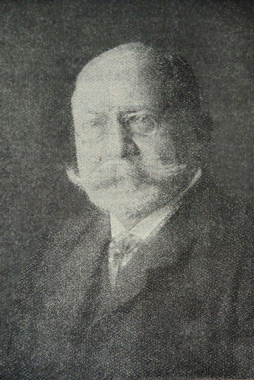
Georg Demski

Georg Demski (* 22. Oktober 1844 in Biala, Galizien; † 26. Juni 1918 in Wien) war ein österreichischer Architekt und Stadtbaumeister.

## Leben
Georg Demski besuchte in Wien die Oberrealschule, die Technische Hochschule und die Akademie der bildenden Künste Wien. Zunächst 1867 bei der Kaiser Ferdinands-Nordbahn als „Technischer Hilfsarbeiter“ angestellt, machte er sich 1870 als Architekt selbständig und erlangte 1876 zudem die Baumeisterkonzession. Er engagierte sich besonders als Standesvertreter im Österreichischen Ingenieur- und Architektenverein, wo er Kassenverwalter war. Zudem unterstützte er laufend die Wohlfahrtseinrichtungen dieses Vereins und vermachte ihm ein beträchtliches Vermögen nach seinem Tode. Demski war auch gerichtlich beeideter Sachverständiger und Mitarbeiter in mehreren Ausschüssen, den Hochbau betreffend. 1913 wurde er mit dem Ritterkreuz des Franz-Joseph-Ordens ausgezeichnet.

## Werk
Georg Demski war ein Vertreter des Späthistorismus, der bei seinen Bauten zunächst Neorenaissanceformen verwendete, dann dem Zeitgeschmack entsprechend zum Neobarock wechselte und am Ende auch secessionistische Formen benützte. Er baute zumeist Wohn- und Geschäftshäuser, deren Fassadengestaltung die Neigung zur Plastizität aufwies und deren Dekor sehr reichlich ausfiel.

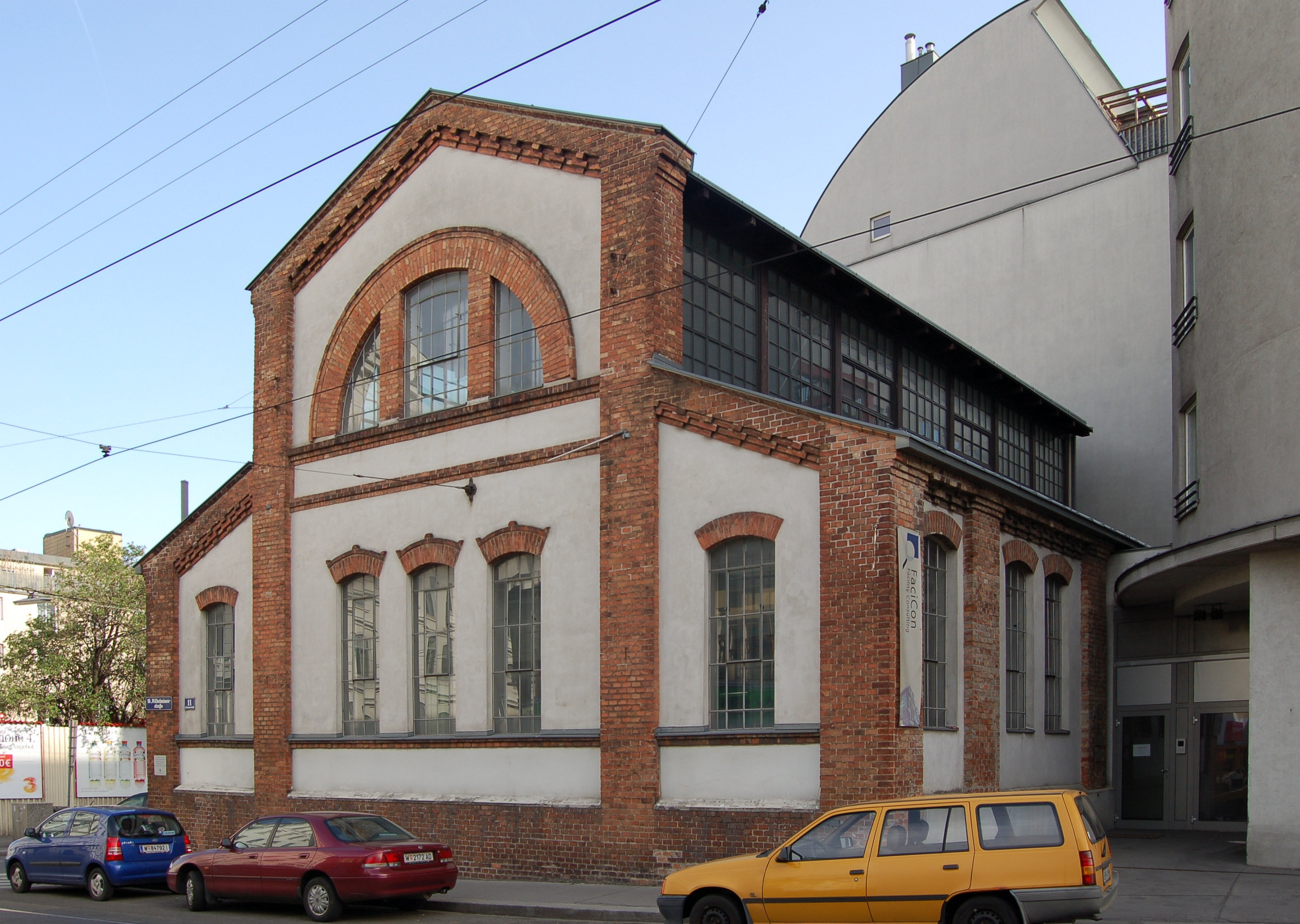
Maschinenfabrik, Wattgasse 28–32 (1892)

- Wohn- und Geschäftshaus Dittler, Schottenring 15, Wien 1 (1871–1873), heute Generaldirektion der Donau Versicherung
- Doppelmiethaus, Rubensgasse 9 / Klagbaumgasse 5–7, Wien 4 (1875), mit J. Matasek
- Miethaus, Günthergasse 3, Wien 9 (1883)
- Miethaus, Rechte Wienzeile 8, Wien 5 (1885), früher Wienstraße 77
- Miethaus, Alser Straße 27, Wien 8 (1886)
- Miethaus, Fillgradergasse 2 / Gumpendorfer Straße 20, Wien 6 (1891)
- Eisengießerei und Maschinenfabrik R. Fernau Comp. Wattgasse 28–32, Wien 6 (1892), um 1995 Umbau zu Wohn- und Geschäftshaus mit teilweiser Verwendung der alten Substanz, unter Denkmalschutz
- Miethäuser, Gumpendorfer Straße 90–92 / Webgasse 1, Wien 6 (1894)
- Wohnhaus, Mariahilfer Straße 62 / Zollergasse, Wien 7 (1898)
- Miethaus, Rembrandtstraße 26 / Kraftgasse 3, Wien 2 (vor 1898)
- Miethäuser, Johann-Strauß-Gasse 21 und 32, Wien 4 (vor 1898), früher Igelgasse
- Miethaus, Gumpendorfer Straße 10, Wien 6 (vor 1898)
- Miethäuser, Burggasse 6 und 8, Wien 7 (vor 1898)
- Miethaus „Neues rothes Haus“, Schwarzspanierstraße 11 / Garnisongasse / Ferstelgasse, Wien 9 (vor 1898)
- Miethaus, Lerchenfelder Straße 65, Wien 8 (vor 1898)
- Villa, Dehmgasse 27, Weidling (1900)
- Wohn- und Geschäftshaus, Spiegelgasse 21, Wien 1 (1900–1901)
- Miethaus, Gumpendorfer Straße 9, Wien 6 (1903)
- Miethaus, Theobaldgasse 7 / Königsklostergasse 4, Wien 6 (1903)
- Miethaus, Bäckerstraße 18, Wien 1 (1904), unter Denkmalschutz
- Wohn- und Geschäftshaus, Mariahilfer Straße 102, Wien 7 (1905–1906)
- Wohn- und Geschäftshaus, Mariahilfer Straße 53, Wien 6 (1907–1908), Dekor stark reduziert
- Wohnhaus, Lange Gasse 63, Wien 8 (1911)
- Miethaus, Mariahilfer Straße 47, Wien 6 (1911)